# Engoulevent de Jamaïque
Siphonorhis americanus
Espèce
Statut de conservation UICN

 CR  : 
En danger critique
L’Engoulevent de Jamaïque (Siphonorhis americana) est une espèce d'oiseaux considérée comme éteinte, car elle n'a pas été observée depuis 1860. Elle semble avoir disparu à la suite de l'introduction de rats, de campagnols et de mangoustes. Ses mœurs sont très discrètes et nocturnes, aussi est-il possible que l'espèce existe encore.